# CLAYMORE
『CLAYMORE』（クレイモア）は、八木教広による日本のファンタジー漫画。また、その漫画を原作とするメディアミックス作品群。
八木の2作目の連載作品。『月刊少年ジャンプ』（以下『MJ』）（集英社刊）2001年7月号から2007年7月号まで連載され、同誌の休刊後『ジャンプスクエア』（以下『SQ』）へと連載雑誌を移籍し、2007年12月号（創刊号）から2014年11月号まで連載された。2014年9月時点で累計発行部数は800万部を突破している。
2007年には日本テレビでテレビアニメが放送された。
2025年3月12日、アメリカで実写ドラマ化の企画が進行中であると地元オンラインマガジン「DEADLINE」が報じた。

## 概要
半妖を題材としたダーク・ファンタジー。人間を捕食する魔物「妖魔」と、妖魔を倒すために生み出された半人半妖の女戦士「クレイモア」の存在する中世ヨーロッパ的な世界を舞台に、道程を共にする少年との絆や宿敵の打倒のために生きる主人公クレアを中心に、半人半妖の身であるが故の過酷な宿命を背負いながらも己の信念や目的のために戦い続ける女戦士達の姿を描いている。
なお、「クレイモア」とはスコットランドで用いられた大剣の名称で、半人半妖の女戦士達は一様に大剣=クレイモアを武器として用いるため、作中の世界でクレイモアと呼ばれている。

## あらすじ
物語は少年ラキの家族を殺した妖魔をクレアが斬殺するエピソードから始まる。クレアは妖魔に深く係わった者として村を追放されたラキと道程を共にするようになり、任務をこなす日々の中で2人の間に絆が芽生えていく様子が描かれる。次にクレアの過去のエピソードが描かれ、クレアの目的が少女時代の恩人であるクレイモア・テレサを殺した覚醒者プリシラの打倒である事が明らかになる。こうして、序盤は主にクレアとテレサに焦点をあて、ストーリーの骨子となるクレアの生きる目的や、作中の世界の背景などが明かされていく。
序盤で物語の核心や舞台背景が明らかになると、中盤以降、自らを人外の存在に変えた「組織」への復讐を目論むクレイモア・ミリアや、大陸の覇権を争う強大な覚醒者「深淵の者」たちの登場により物語は広がりを見せる。さらに作中の主な舞台となる大陸が実はほかの大陸で行われている戦争に用いる生物兵器（=クレイモア、覚醒者）の実験場であると言う事実が明らかとなり、「組織」に兵器開発の研究者としての視点が加わると共に「組織」と敵対する勢力の工作員の思惑などが絡み、物語は複雑な展開を見せていく。

### 序章
銀眼の斬殺者 - まほろばの闇
妖魔に家族を殺された少年ラキの住むドガの村に、妖魔討伐の依頼を受けたクレイモア、No.47クレアが派遣される。クレアは妖魔の擬態を看破し、任務をこなし村を去る。その後、村から放逐されたラキは、家族の仇を討ったクレアに恩義を感じ、クレアと行動を共にするようになる。そんな中、ラキは次第に過酷な宿命を背負いつつも人々のために剣を振るうクレアに惹かれてゆく。クレアもまた、聖都ラボナでの戦いの最中、限界を超えた自分を救ってくれたラキに好意を持つようになる。
微笑のテレサ、死者の烙印
クレアがなぜクレイモアになったかが語られる過去のエピソード。
歴代最強と謳われるNo.1のクレイモア、テレサはある日、天涯孤独であった幼少期のクレアと出会う。テレサはクレアとの触れ合いを通して人間らしい暖かな心を取り戻し、クレアもテレサによって生きる希望を取り戻し、2人は次第に絆を深めていく。やがて、テレサはクレアを救うためにクレイモアとして破ってはならない鉄の掟を破り、それを機に「組織」から離反。クレアのためだけに生きることを決心する。
離反したテレサを粛清するため、「組織」はベテランの戦士イレーネを始めとするNo.2からNo.5の戦士たちを招集する。その中に、ルーキーでありながらNo.2に登り詰めた戦士プリシラの姿があった。圧倒的な実力で討伐隊を切り伏せるテレサだったが、その最中に「覚醒者」となったプリシラの手により殺される。テレサを失ったクレアは、プリシラを討つためにクレイモアになることを決意し、彼女の首を手に「組織」の門を叩く。

### 北の戦乱以前
斬り裂く者たち、果てなき墓標、闘う資格
ラボナでの任務を終え、妖魔を狩り続けるクレアの元に覚醒者狩りの依頼が舞い込む。No.6ミリア、No.15デネヴ、No.22ヘレンの3人の戦士と合流したクレアは、初の覚醒者狩りに挑む。しかし、標的は前情報を大きく上回る力を持つ覚醒者であった。辛くも勝利を収めた一行は、今回招集されたメンバーの共通点から「組織」への疑念を抱き、仲間として結束。再会を誓い合う。
その後、再び覚醒者討伐の依頼を受けたクレアは、ゴナールの町へと向かう。そこでクレアが出会ったのは、覚醒者狩りに異常な執念を燃やすNo.4の凶戦士オフィーリアだった。オフィーリアは半覚醒したクレアを覚醒者として見定め、クレアはおろかラキにもその凶刃を向ける。クレアはラキを守るために、再会の約束を交わして別れ、1人オフィーリアとの戦いに臨む。クレアは戦闘の最中利き腕を失ってしまうが、プリシラに殺されたはずのイレーネの介入により、一命を取り留める。
覚醒したプリシラへの恐怖から「組織」を離反し戦いから遠ざかっていたイレーネは、利き腕を失ってなお打倒プリシラの意志を持つクレアに、自らの特技「高速剣」と右腕を授ける。一方、イレーネに重傷を負わされたオフィーリアはその痛みにあえぎ苦しみ、錯乱から覚醒者となる。再び戦う力を得てイレーネの元を離れたクレアは、その道中で覚醒者となったオフィーリアと遭遇、イレーネから得た力を頼りにオフィーリアと戦う。
魔女の顎門、深き淵の煉獄
オフィーリアとの戦いを切り抜けたクレアは「組織」に戻らず、逸れたラキを探し各地を転々とする。ところが滞在していた町で、致命傷を負いながらも覚醒者から逃がれた戦士の頼みを受け、覚醒者討伐の援護へと向かうことになる。そこには元No.3の男戦士の覚醒者ダフと、彼を従える元No.1「深淵の者」リフルが潜んでいた。一方、クレアの探索及び粛清を命じられたNo.3ガラテアは、クレアとリフルらとの戦闘に遭遇する。
リフルから、北の「深淵の者」と行動する女覚醒者の存在を聞いたクレアは、その女覚醒者がプリシラであることを確信する。
捕えられていた討伐隊の隊長、No.9ジーンの協力を得て、辛くもダフを退ける3人。彼女らに興味を持ったリフルは一時的に3人を見逃すことにし、クレアに北の深淵の者の名を伝え、去っていった。ガラテアも任務を放棄し、「組織」へと戻る。
北の戦乱、ピエタ侵攻、楽園の血族
リフルから逃れたクレアとジーンの前に、No.5ラファエラと「組織」の連絡員ルヴルが現れる。粛清されるかと思われたが、仲間を助けていることなどから恩赦が与えられ、次なる任務として北の地へと送られる。
クレアが送られた北の地では、北の地で群れを成して行動する覚醒者達の殲滅の為に総勢24名もの戦士が派遣されていた。そこでミリア、ヘレン、デネヴとの再会を果たす。他の戦士たちとも新たな絆が芽生えるが、それも束の間、元No.2の男戦士の覚醒者リガルド率いる覚醒者の軍勢が侵攻し、討伐隊は敗北してしまう。
一方、奴隷商人に捕まり北の地へと送られたラキは深淵の者イースレイとプリシラに出会い、行動を共にするようになる。ラキは、クレアと再会した時に力になれるよう、イースレイから剣技を学ぶ。
北の地を抜けた覚醒者たちは、西の地を支配するリフルと、東の地にある「組織」の本部を襲撃する。しかし、西軍はリフルによって、東軍は「組織」のNo.1アリシアとNo.2ベスによって全滅する。一方、イースレイは南の地を支配する深淵の者ルシエラと対峙し、激戦の末に勝利。敗走したルシエラは、妹であるラファエラによって葬られ、南の地はイースレイの手中に収まった。

### 北の戦乱以後
魂と共に、抗しうる者
北の戦乱から7年後、北の地には死んだと思われていた24名の戦士の内、7人の戦士が密かに生き延び潜伏していた。その内の1人であったクレアは、7年目にして遂にラキが北の地にいた痕跡を見つけ、打倒プリシラ、そしてラキとの再会を果たすため北の地を抜ける。ミリアもまた、「組織」を潰し仲間の仇を討つために北の地を抜けることを決め、生き延びた7人の戦士たちは北の地を後にする。
北の地を抜け出たクレア達は、新たなNo.3の戦士オードリーら覚醒者討伐隊とリフルとの戦いに遭遇、新世代の戦士たちを救うためにリフルの前に立ちはだかる。7年振りにクレアと再会したリフルは、クレアに7年間の情勢の移り変わり、そしてプリシラの力が深淵の者すらも上回っていたことを語る。
幼き凶刃、戦いの履歴
北の地から帰還したNo.47クラリスはNo.4ミアータの補佐に任命され、「組織」を離反したガラテアの粛清を命じられる。クラリスはミアータの能力を頼りにガラテアを捜索し聖都ラボナへと辿り着き、盲目のシスターとして潜伏していたガラテアを発見するが、その直後、ラボナに元No.2の覚醒者アガサが姿を現す。ガラテアはミアータをアガサの元へと導き、アガサの討伐を試みるが、ミアータはあくまでもガラテアのみを狙う。やがてガラテアとミアータはアガサに追い詰められ、万策尽きたその時、北の戦乱を生き延びた7人の戦士が姿を現し、瞬く間にアガサを切り伏せる。
アガサを倒した後、ミリアから「組織」の実態を聞いたクレア達はラボナと協力して「組織」を潰すことを決意する。クラリス、ミアータもまた、「組織」を離反しラボナに滞在することになった。ラボナの騎士シドとガークからラキの生存を知ったクレアは、ミリアの提案で「組織」との戦いの前にラキとの再会を果たすため、シンシア、ユマと共に西の地へと向かう。一方、7年の間に妖魔を斬り伏せるほどの戦士に成長していたラキもまた、クレアの仇敵であるプリシラと共にイースレイの元を離れ、クレアとの再会を果たすために各地を転々とし、西の地を訪れていた。
大地の鬼哭
西に向かったクレア達は途中に立ち寄った町で、薬で妖気を消した3人の戦士と2人の「組織」の連絡員と出会う。しかしその時、町にいた覚醒者が自分を討伐しに来たと勘違いし、戦士達に襲いかかる。その覚醒者を倒したクレア達であったが、そこに以前クレアの担当であったルヴルが姿を現わす。彼はクレア達に自分の目的とリフルに関する情報、そして自分が戦火の大陸で「組織」側と敵対する勢力が潜入させた工作員だということを知らせ、クレア達の下を去る。
一方南に向かったヘレンとデネヴは道中、劣勢に立たされた覚醒者討伐の一団と出会い彼女達を助ける。そしてついてきた討伐隊の隊長No.8ディートリヒから南の地にあった町々の半分が消滅した事、悪魔と呼ばれるものが活動していることを知らされる。その後立ち寄った町でイースレイの妖気を感じた2人は、悪魔をイースレイのことだと思い興味本位で彼に近づくが、正体を見破られデネヴは重傷を負う。しかし、玉砕を覚悟で闘おうとした2人の前に現れたのは、悪魔の一団だった。「組織」から「深淵喰い」と名付けられた悪魔は、体に覚醒者の血肉を取り込んだ人間だった。深淵食いたちは驚異的な生命力でイースレイを追い詰め、彼を倒した。そしてイースレイが倒されたことを知った「組織」はリフルを倒しNo.6ルネを救出する為、新たな深淵喰いと共にアリシアとベスを西の地に派遣する。
記憶の爪牙、ロートレクの灰燼
聖都ラボナに留まっていたミリア達の前にディートリヒが現れ、イースレイが深淵喰いに倒されたこと、ヘレンとデネヴが西の地に向かったことを伝える。一方、西の地でクレア達はダフと遭遇してしまうが、何とか逃走することに成功する。その後、クレアはラファエラに会うために単独でリフルの根城に向かう。リフルとダフを外に誘い出したクレアはルシエラ×ラファエラの元に辿り着くが、そこで気を失ってラファエラの精神世界に入り込んでしまう。精神世界でラファエラを倒したクレアは彼女の記憶と感情を受け継ぐ。
それと同時に、現実世界ではついにルシエラ×ラファエラが目覚めた。それを遠くから見ていたリフルとダフの元に深淵喰いとアリシアとベスが現れ、戦闘が始まった。その戦いの最中、ルシエラ×ラファエラが各地に断片を発射する。
ヘレン・デネヴと合流したクレアは覚醒者と化した断片と戦い、リフルは断片が命中して重傷を負ったダフを連れて逃げるが、深淵喰いとアリシアに追いつかれてしまう。その時、ベスは断片に貫かれたために暴走、ラキのもとを離れたプリシラと戦うものの、アリシアやリフル共々殺害される。プリシラはさらにクレアのもとに向かい、クレアは仇敵を前に覚醒を試みるが失敗。ヘレンとデネヴは状況を利用し逃げようとするが追い詰められ、クレアもルシエラ×ラファエラに取り込まれてしまう。その直後にルシエラ×ラファエラはプリシラ1体に標的を絞った行動を見せ、混乱は収束していく。
生き延びた戦士たちはその地に残ったルシエラ×ラファエラ、クレア、プリシラの融合体を発見する。
幻影を胸に、魔爪の残滓
ディートリヒからの報告を受けたミリアは悩んだ末に組織へ乗り込むことを決意し、タバサを斬る。一人で組織の戦士たちを圧倒するミリアだったが、双子の戦士やNo.10ラフテラによって追い詰められ、無数の斬撃を浴びてしまう。
襲撃失敗の後、報復のため組織は聖都ラボナに大量の妖魔と覚醒者を送り込むも、聖都の兵と残った戦士、そこにデネヴらも合流しこれを撃退することに成功する。一行はミリアを救出するため組織に向かい、その道中で覚醒者の群れに襲われるNo.7アナスタシアの小隊を救出。彼女らの協力も得た一行はタバサの提案で組織の研究施設を襲撃する。
一方、組織ではタバサ達を迎え撃つべく組織の戦士を集結させていたが、戦士たちが突如蜂起。その先頭には戦士たちに殺されたはずのミリアの姿があった。
魔女の屍、深淵の爪と牙
ラフテラや訓練生も含めたすべての戦士に反乱を起こされた組織は、深淵喰いや過去のNo.1を蘇えらせ対抗。さらにそのNo.1たちが覚醒。新たに3体の深淵の者が生まれることとなった。そのうちの2体、カサンドラとロクサーヌは戦士時代の因縁から戦い始めるが、ミリアと、合流したタバサ達は残るヒステリアのみにも圧倒される。
仲間の協力を得たミリアはカサンドラとロクサーヌのもとにヒステリアを誘導、作戦は成功し、深淵同士の戦いに巻き込まれてヒステリアは致命傷を負い、ロクサーヌもまたカサンドラによって喰いつくされた。ミリアはヒステリアに止めを刺そうとするが、その直後ヒステリアの体からプリシラの残留思念が現れる。何かを呟いたのち残留思念は消滅したが、残る深淵カサンドラもまた同じことを呟きどこかへ去っていった。そんな一行の前に訓練生たちを救出したラキが現れる。
一行はすぐさま組織へ向かうも、すでにもぬけの殻だった。ミリアは他の戦士に知られぬよう組織の地下に行き、組織の長リムトと、妖魔の素として生かされていた龍の一族を発見、これらを始末する。組織壊滅の瞬間だった。その後現状について確認した一行はクレア救出のため、ラキを伴いラボナに向かう。

### 組織壊滅後
戦士の刻印、冥府の軍勢、やみわだの剣
ラボナに到着した一行は、周囲に集まる覚醒者、住民が避難した聖都、そして封印が解けかけているプリシラを確認する。ラキの呼びかけでクレアは解放され、2人がついに再会を果たした直後、プリシラは覚醒者たちのもとに向かう。クレアを加えた7人の戦士は、まず聖都に逃れた覚醒者を撃退、プリシラから無傷で逃れた9体の覚醒者に共闘を持ちかけ、まずはカサンドラと戦う。深淵の圧倒的な力の前に加勢に来た覚醒者らも次々と倒されていく中、その1体エウロパが戦線を離脱、矛先をラボナの兵士に向ける。
ラボナではガラテアと新世代の戦士らが待ち構えていたが、深淵に比肩するエウロパはそれらも蹴散らし兵士を喰らっていく。しかしガラテアとクラリスによって、自我を保ったまま覚醒したミアータによって倒され、クラリスという犠牲を出したものの聖都の防衛に成功した。
一方、ルシエラ×ラファエラとの内なる戦いや、「西の深淵に似た別の何か」との戦いを制したプリシラは、戦況を見ていたダーエとルヴルの前に立つ。ダーエはプリシラに自身の見解を述べる。それはプリシラが覚醒の際、その力の大きさに恐れた人としての心が、幼い少女（=後に戦士となる存在）を見えなくする呪いをかけていた、というものだった。
彼方からの刃、銀眼の戦士たち
カサンドラは戦いの中でプリシラの支配を逃れ、自らの意思で戦士や覚醒者たちを攻撃していく。クレアは当初の作戦に戻りカサンドラをプリシラにぶつけることを提案、クロノス・オクタビアと共にカサンドラを誘導していく。
一方、ダーエを殺害したプリシラのもとに、ラボナの剣を携えたラキが現れる。プリシラは戯れにラキの力に合わせて戦い、ひとしきり楽しんだ後ラキを切り捨てる。そこに戦士たちが現れ交戦状態となる。
クレア・ミリアの連携攻撃さえ問題にしないプリシラの前にクレアの心は折れかけてしまうが、デネヴの言葉で再起、しかし到着した覚醒者らと協力してもなおプリシラに決定打を与えることはできず、ついにタバサがその凶刃に倒れることとなる。勝負を決めにかかるプリシラだったが、その瞬間、プリシラの背後からラキが刃を突き立てる。かつてイースレイから託された教えを実行してプリシラに一瞬の隙が生まれたところにクレアの高速剣が命中、決着がついたかに見えた。
しかしそれでもプリシラは生きており、カサンドラ・クロノス・オクタビアを吸収、自らに取り込んでいく。すでに満身創痍であった戦士たちは、それでもプリシラに挑む。クレアは状況を打開するため再び覚醒を試みるが、そこにかつてのラファエラの言葉がよぎる。その言葉の意味を理解したクレアは、自身の中にいる最強の戦士、テレサを覚醒させることに成功する。
クレアが心を支えることで蘇ったテレサは、瞬く間に状況を一変させる。3体の覚醒者をプリシラの支配から解放し、カサンドラとはNo.1の戦士同士として戦い勝利。さらにラキから、プリシラが深層意識では死を望んでいることを聞いたのち、プリシラと対峙。憎しみを暴発させどんどん肥大化するプリシラを、テレサは圧倒的な力で、その憎しみをすべて受け止めるように切り伏せていく。そしてついにテレサも覚醒。神話に現れる同名の双子の女神を髣髴とさせる姿となったテレサは、全力の高速剣を放つ。深層意識が現れたプリシラは、感謝の言葉を述べながら塵へと還っていった。
プリシラとの戦いは終わり、テレサの意識はクレアの笑顔に見送られて消滅する。ルヴルは戦火の大陸に帰り、この大陸に新たな妖魔が現れることはなくなった。しかし、いまだ多くの妖魔と覚醒者が残っており、それらをすべて仕留めるまで戦士たちの戦いは終わらない。そんな中でクレアはラキを伴い、あるところを訪れる。ラファエラの記憶を受け継いだことでその後の消息を知ったかつての恩人、クレアに高速剣と右腕を授けたイレーネのところだった。

### EXTRA SCENE（番外編）
戦士の矜持
クレアと出会う以前、ただ妖魔を狩り続ける日々を送っていた頃のテレサのエピソード。No.2ローズマリーから黒の書を受け取り、すでに覚醒してしまっていた彼女を圧倒的な実力で斬り伏せる。
幻影と凶戦士
パブロ山での覚醒者狩り以前、ミリアが組織への復讐を決意するきっかけとなったエピソード。ミリアが憧れを抱くNo.6の戦士ヒルダは、自身の限界を感じてミリアに黒の書を渡そうとするが、オフィーリアにより黒の書は握り潰され、ヒルダは人として死を迎えることは出来なかった。その後、覚醒者討伐の任務を与えられたミリアはオフィーリアと共に任務を遂行する。
北の邂逅
覚醒後、北の地で暴れるプリシラ。見かねた深淵の者イースレイはリガルドをプリシラ討伐に向かわせるが、リガルドは敗北。相手の力を見誤ったと感じたイースレイは、自らプリシラと戦うが、彼女の真の力を目の当たりにする。
錆なき覚悟
元No.47の戦士、クレアが苛烈なる宿命に身を投じた、ある日の出来事。テレサの血肉を受け継いだ訓練生クレアだが、妖魔の血肉の割合が低い身のせいで大剣を上手く扱えない。仲間から馬鹿にされながらも、戦士になるための最終試験に挑む。
戦士黎明編
クレイモアが男中心だった頃のエピソード。一桁ナンバーの覚醒が続く非常時に対し、イースレイはリガルドとダフを召集する。ナンバー2扱いに納得のいかないリガルドはイースレイに剣を向け一触即発の状況になるが、戦士に成りたてのリフルが現れたことで二人は去り決着は持ち越しとなる。残されたダフはリフルの笑顔の挨拶に一目惚れし、手をつなぐことを求めるがリフルに冷たくあしらわれる。単行本未収録。

## 設定・用語

### 舞台背景
作品の主な舞台となる大陸に蔓延る人外の魔物「妖魔」は、人よりも強靭な肉体と、自らが捕食した人間に擬態する能力を持っている。普通の人々は人間に化けた妖魔を見分けることができず、また多くの人は正体を明かした妖魔を討ち取る力も持たないため、妖魔に住み着かれたことが判明した町村はクレイモアに妖魔の討伐を依頼している。このように、本作のファンタジー要素は妖魔に関連するものが大半を占めており、ファンタジーの常道である魔術や霊的な存在は登場しない。また、火器などの兵器も登場せず、人間の兵士などは剣、槍、甲冑などで武装している。
クレイモアは正式名称のない怪しげな「組織」の開発した手術により自らの体に妖魔の血肉を埋め込まれた元人間。これによって妖魔の擬態を看破する力と人間を超える身体能力を獲得しており、「組織」の構成員の指示に従って妖魔を討伐する。人間の側に立って妖魔を狩り、人間と同じ情動を持つ存在であるが、多くの人はクレイモアを妖魔に近しい存在として恐怖・嫌悪している。また、妖魔の血肉を取り込んだ代償として、いずれ身も心も「覚醒者」と呼ばれる妖魔以上の魔物に変化してしまう。

### 妖魔
古より存在するとされる、人間を捕食する人外の存在。喰らった人間に擬態する能力を持ち、人間に成りすまして村や町に潜伏し人の内臓を殺して食らう。妖魔の擬態は極めて巧妙であり、脳を喰うことにより、その人間の記憶までも写し取るため、本人と違和感のない習慣生活から、たとえ肉親であっても、普通の人間が正体を看破することはほぼ不可能である。そのため、妖魔に住み着かれたことが判明した町は「クレイモア」を雇い解決する。
人間と同じように頭部と四肢を持つが、口は大きく裂けて歯は鋭く尖っている。瞳は金色で瞳孔が縦に割れている。基本的に二足歩行で行動するが、稀に翼を持ち飛行する個体がいる。一般的に人間以上の運動能力を持ち、四肢や指を伸ばして攻撃することができる。また、生命力が極めて高く、頭部を両断されても数秒間意識を保ち会話を行う個体も存在する。流暢に言葉を話し、人間と会話する個体がいる一方、唸り声や奇声を発するだけの個体もおり、知的能力に関しては定かではない。
人の内臓を好んで食べるが、基本的には小食で食事は大体1、2週間に1回程度でこと足りる。単独行動を好み、2匹以上の群れを成すことはあまりないが、群れで狩を行う妖魔も存在し、覚醒者などの言い成りになる個体も存在する。なお、妖魔にとって妖気を含んだ肉は臭くて不味いらしく、妖魔同士の共食いやクレイモアが捕食されるシーンは描かれていない（ただし、クレイモアに化けた妖魔も存在する）。
元々自生した存在ではなく組織が生み出したものであり、龍の末裔である「アサラカム」という種族の覚醒前の個体と覚醒体の個体の肉を融合させたものを人の脳に寄生させることで妖魔が誕生することが真実であった。また人を食べてその姿や記憶を模倣する能力を持つとされていたが、それは組織が流した虚言であり、実際には無理な変形などで肉体が破損していくため寄生する人間を変えていただけである。

### クレイモア
妖魔を倒すべく「組織」の手によって造り出された半人半妖の戦士。妖魔の血肉を体に取り込むことで、常人より遥かに優れた運動能力と妖魔が発する「妖気」を感じ取る能力を獲得しており、人間に擬態した妖魔を探知して討ち取ることができる。自身も妖気を発しており、仲間同士で妖気を感じ合うことで生死や居場所を確認できる。この他、治癒力が高く大抵のケガは傷跡も残さず回復できる、非常に少食で二日に一度の少量で十分であり、1週間程度なら飲まず食わずでも身体機能に影響が無いほど我慢ができ、体温を調節し極寒の環境にも耐え得る、年月を経ても老衰せず若々しい肉体を保つ、自分の意志でアルコールや毒素の影響を調節できるなどの優れた身体機能を持つ。
その人間離れした能力や体内に妖魔の血肉を宿す存在であることから、舞台となる大陸においては人間として見られることが少なく、むしろ気味悪がられ、妖魔同様恐怖の対象になる場合が多い。クレイモアは一様に銀色の瞳を持ち、現在のクレイモアには女性しかいないことから「銀眼の魔女」や「銀眼の斬殺者」と呼ばれているが、これらは決して彼女達の強さだけを表すものではなく、畏怖や嫌悪の意味を込めた呼び名でもある。初期には男性のクレイモアも存在した（妖力解放を参照）。ただし、わずかな描写しかないものの、現在戦火の大陸においては逆に男性戦士しか描かれていない。
なお、彼女達半人半妖の戦士に正式な名称は無い。一般的に浸透している「クレイモア」と言う呼び名は、半人半妖の戦士たちが大剣（クレイモア）を携えていることに由来する通称であり、彼女たちが自身をクレイモアと自称することはないなど、他人が勝手に呼ぶことは許しても、絶対と呼べるほどに自分達がその名前の組織であることも認めていない。
外見
半人半妖の戦士は妖魔の血肉を取り込んだ副作用により銀色の瞳を持つ他、肌や頭髪の色素が抜け落ち、白い肌と白髪、または白に近い淡色の髪をしている。また、妖魔のように耳の形が尖っている者もいる。身長170cmを越える長身の者が多い一方、身体能力の高さに反し華奢な体格の者も多い。稀に妖魔の血肉への適合性が低く、半人半妖化しても、頭髪や肌の色素がある程度残る者もいる。そうした者は基本的な運動能力や体温調節の能力などが低く、他の半人半妖の戦士から「色付き」と呼ばれ、出来損ないとして仲間内で侮蔑の対象となる。
クレイモアの成り立ち
半人半妖の戦士は普通の人間に妖魔の血肉を埋め込んで作り出される。「元」となる人間は妖魔（もしくは覚醒者）によって家族を失った天涯孤独の少女がほとんど。「組織」に引き取られた彼女達は半ば強制的に妖魔の血肉を埋め込まれ、自分の意志で戦士となる者はほとんど存在しない。埋め込まれた妖魔の血肉が肉体に完全に馴染むまでは一定の時間を要し、その間は度々全身が激痛に苛まれ、血肉が身体と結合した後も頸部から腹部にかけて醜怪な施術痕が残り、覚醒しない限り生涯消えることはない。
妖魔と融合させられ半人半妖となった彼女達は、対妖魔の戦闘技術をはじめとした戦士として任務をこなす上で必要な技術と知識を叩き込まれるが、妖魔の血肉を埋め込まれてもその適性には相当個人差があり誰でも戦士になれるというものではない。最終試験を通って一人前の戦士となる。
最終試験は廃墟を利用した多数対多数の集団戦と言う建前で開始され、「訓練生には無告知で本物の妖魔が乱入する」と言う実戦形式のものである。一度この試験が描写された時は、10名が同時に挑んで8名が死亡している。この試験が「妖魔と組織が繋がっている」ことのひとつの伏線となっている。

#### 能力
妖力解放
クレイモアは内なる妖力を解放することで、もともと高い身体能力をさらに向上させられる。妖力解放に伴って肉体にも変化が現われ、10%の妖力解放で妖魔同様に瞳が金色になり、30%で顔つきが妖魔に近づき、50%で全身の筋肉が膨らみ、限界近くまで妖力を解放すれば四肢の伸縮などの妖魔特有の能力を発揮できる。主に強敵と戦う時や回復力を高め傷を癒すために行われる。
しかし、妖力解放を繰り返すことでクレイモアの肉体は少しずつ妖魔へと近づき、やがて完全な妖魔へと変貌してしまう。この現象を「覚醒」と呼び、妖魔化したクレイモアは「覚醒者」と呼ばれる。また、自らが制御できる以上に妖力を解放してしまうと1度の妖力解放でも覚醒してしまうことがある。妖力解放の限界点（人に戻れる境界）は80%とされ、それ以上の妖力を解放するとほぼ間違いなく覚醒してしまうと言われている（完全に覚醒した場合は強い恍惚感と空腹感が伴うとされる）。
逆に長期間妖力解放を行わず、妖力を極力抑えた生活を続けたクレイモアは、常時肉体から漏れ出している微量の妖気も完全に消すことができる。この状態のクレイモアの妖気は仲間や妖魔でも感知できなくなる。ただし、一度妖力を解放してしまうと、通常通り体から妖気が漏れ出すようになる。
妖力解放には性的快楽に近い快感が伴うため、性的快楽が激しい男性には妖力解放の制御が難しいとされる。「組織」設立当初に作られていた男性の戦士達は短期間でことごとく覚醒を果たし、それ以来クレイモアの戦士は女性しか作られていないとされてきたが、実際は、「組織」による資金集めと研究目的のために男の半人半妖の戦士は今も作られている。図式としては、まず半人半妖化して意識がまだはっきりしていないうちに標的の街に捨て置かれ、目が覚めれば覚醒して意識が混濁したまま街を襲い、ひと通り暴れればお役ご免で、討伐依頼があれば「組織」に資金も集まってくる、というものである。「組織」は対外的には覚醒についての情報を隠蔽しているため、この件は一般的には「組織は男の戦士を作り出すことに失敗した」と認識されている。ただし戦火の大陸においては、一度限りの覚醒前提の運用を行っているため、男性戦士は存続している。というより現状戦火の大陸でも女性戦士が用いられているのか不明である。
属性
外見上の違いはないが、クレイモアには「攻撃型」の戦士と「防御型」の戦士が存在する。防御型の戦士は回復力が高く、たとえ四肢を失ったとしても元通りに再生することができる。これに対し、攻撃型の戦士は攻撃能力に優れるとされる。攻撃型の戦士も妖力解放すれば、切断された四肢を接続する程度の回復力はあるが、完全な再生は不可能で、かなり上位の戦士でも常人程度の筋力の四肢を数ヶ月単位で再生できる程度。総合的に見れば、これらの属性に優劣の差がある訳では無く、妖魔と融合する時の戦士の潜在意識（妖魔への復讐心か、生存への強い自己防衛意識か）によって決定され、それ以降変化することは無い。
なお、現世代のNo.1アリシア、No.2ベスは防御型でも攻撃型でもなく「特殊型」の戦士とされている。
特殊技能
戦士の中には基本的な剣技や妖気感知、妖力解放以外に、自身のみの特殊な戦闘技術を編み出している者が少なからず存在する。こう言った特殊技能はその戦士の長所に依存する物が多く、他の戦士に受け継がれることは少ない。技は純粋な剣術や体術によるもの、妖気感知能力に依存するもの、妖力解放を必要とするものなど、戦士によって様々である。特に四肢の伸縮など肉体の変成を要する技は、必然的に限界に迫る妖力解放が必要となる。ただし、半覚醒した戦士はこの限りではない。

#### 装備・所持品
大剣（クレイモア）
クレイモアの戦士たちは、妖魔討伐のために大剣を装備する。この大剣は銀眼と並んで彼女らの象徴的な存在ともなっており、前述通り、正式名称が無い半人半妖の戦士の通称「クレイモア」の由来ともなっている。
全長165cm、重量7kg、刀身の幅も広い大型の剣で、クレイモアの戦士が振るえば、妖魔の肉体も難なく両断する威力を発揮する。また、極めて頑丈に作られており、覚醒者との戦いでも刃こぼれ1つせず、長年風雨に晒されてきた大剣ですら錆1つ無いと言う逸品であるが、ミリアの調べによると大陸内で造られたものではない。各戦士の持つ大剣は全て形状が統一されているが、刀身の鍔付近の刻印のみが戦士ごとに異なり、それが各戦士を識別する印になっている。休息の際に地面に突き刺し背もたれにされることも多い。また、通常は使用者の戦士が死んだ時はその戦士の墓標とされ、再利用されることは無い。
なお、「人間サイズで手がある覚醒体をもつ覚醒者」が何体か存在するにもかかわらず、覚醒後もクレイモアを継続して使用した例はプリシラ以外にはない。リフルやイースレイのように、人間体のまま戦う描写がされた者もあるが、クレイモアを使った描写はない。「組織」の戦士であるアリシアとベスも普段はクレイモアを装備しており人間体で戦う時はそれを用いるが覚醒体で戦う時は使わない。プリシラの場合、テレサと討伐隊を倒した後クレイモアを持ったまま飛び去ったが、北の地に現れるまでの間に自身の体内に取り込んでいた。他の例として、ヒルダの場合、覚醒する前から腕が震えてクレイモアを持てなくなっており、ミリアの前に姿を現したときは、既に手放した後だった（これは後にミリア一行が見つけ、ヒルダの死んだ場所に墓標とした）。
衣装
クレイモアの戦士は首から下に白いアンダースーツを着込み、首回り、肩、腰回り、手首、脚などに鎧を装着、腰まで届く白いマントを装備している。背中の鎧は大剣を収められるようになっており、普段はここに大剣を収め背負うようにして持ち歩く。これらの衣装も大剣同様、胸の上の印以外は基本的に統一されているが、鎧の形状は微妙に異なっていることも多い。また、特殊な戦闘技術を持つ一部の戦士は、自らの戦闘方法に対応するために他の戦士と異なる衣装を装備している場合がある。
また番外編の戦士黎明編で描かれたクレイモアの男性戦士の装備はアンダースーツの色が異なるのとマントが無いこと以外は女性戦士と共通している。これは戦火の大陸で運用されている男性の半人半妖戦士も同じである。
黒の書
クレイモアの持つ大剣の柄の中に一枚だけ納めてある黒い紙片。剣や衣服と同様に戦士を識別する印が表記されており、近く自分が覚醒することを自覚したクレイモアが、希望する相手に渡し自身の抹殺を依頼する際に使用する。
妖気を消す薬
クレイモアの妖気を抑える効力を持った丸薬。これを服用したクレイモアは妖気を発しなくなり、瞳も銀色ではなくなるため、一般人を装うことが可能となる。ただし、副作用として妖気を感知する能力も抑えられてしまう。効力は半日。任務に際し必要と判断された場合、組織からクレイモアに支給される。味は苦くて臭い。
この薬を半分に割って服用すると遅効性になり、飲んでもすぐには効果が表れず、気絶などして意識を失って初めて発効する。同時に妖気が滅却されるため、事前に半分に割った薬を飲んでおけば、死亡を装うことができる。
その他の所持品
クレイモアは大剣を始めとする装備や、黒の書、妖気を消す薬など任務に必要なもの以外の私物を持つことは少ない。ある程度の現金（通貨単位はベラー。紙幣ではなくスティック状の硬貨。）は常備しているが、これも任務に支障をきたさないよう「組織」から支給されたものである。特に使用に制限は設けられていないようだが、前述通りクレイモアは余り飲食をせず、宿も野宿で済ませることが多い。また、装備品などは「組織」から無償で支給されるため、現金を使うことはほとんど無い。

#### 制度
ナンバー
作中の大陸は47の地域に分けられており、クレイモアもそれに合わせ各地域に1人ずつ配備（戦死や増員などで一時的に増減することもある）され、それぞれに1番から47番のナンバーを与えられる。このナンバーは各クレイモアの戦闘能力の優劣を示す（数が若いほど戦闘能力が高いことを意味する）もので、これを基準にして大陸全体の戦力バランスが均等になるように担当地区が割り振られる。無論、ナンバーは絶対的な実力の順列と言うわけでは無いが、概ね実力に相応のナンバーが割り振られており、クレイモアの中にはこのナンバーをアイデンティティーとしている者も少なくない。そのため、若いナンバーを与えられた者の中には下位ナンバーのクレイモアを見下す者もいれば、名前をナンバーで呼ぶ者もいる。また、組織から見た素行の良し悪しによる上下もある程度は存在する。組織の者であるダーエ曰く、「戦士になった時の強さの違いは、妖魔に対する憎しみの強さによる」とのこと。
印
装備・所持品の項に記述があるように、個々の戦士の装備品にはその戦士を識別するための印が刻まれている。訓練生の衣服や訓練用の大剣には印は刻まれておらず、訓練生から正式な戦士になることを「印を受ける」と表現することもある。印は何らかの記号のような形をしているが、この印がそれぞれ何を意味するものかは不明。印は全て線対称である。
クレイモアの掟
基本的にクレイモアには行動の制限は無く、任務さえ達成すればそれ以外は自由に振舞うことが出来るが、いかなる理由があろうとも人を殺してはならないと言う掟が存在する。これは半人半妖の身であるクレイモアが人の側の存在であることを示す唯一にして最大の掟であり、これを破ったクレイモアは仲間のクレイモアに粛清される。たとえ自衛のためや人間側に明らかな非がある場合、あるいは不可抗力であっても、この掟の例外ではない。無論、その事実が漏洩しなければ粛清は免れるが、通常戦士は「組織」の連絡員の監視下にある。また、任務の放棄や「組織」からの離反も粛清の対象となるが、この場合は事情により稀に恩赦が与えられる場合もある。特に前者は、予想外に敵戦力が強く明らかに勝利が見込めない場合、逃亡したら粛清されるのではないかと戦士が悩む様子はなく、実際場合によっては逃亡を試みている。その点では比較的理性的な組織のようである。

#### 組織
半人半妖の戦士を作り出し、各地に派遣している組織。極東の地「スタフ」に本拠地を置く。組織の幹部は黒い服装に身を固めた男たちで、任務終了後の代金取立てと戦士への指令伝達、担当戦士の監視などを行う。基本的に無報酬で妖魔を狩ることは無く、要求される報酬は小さな村であれば存続が危ぶまれるほど莫大な額である。また、報酬は妖魔1体当たりの額であり、討伐対象の妖魔が複数の場合や覚醒者であればそれによって要求される額も増える。依頼の達成に失敗した場合は代金の請求は一切行わないが、依頼達成後に報酬の支払いを拒否した町に対してはその後一切手を貸すことは無い。
作中の世界には、主な舞台となる十字状の大陸の外海に、さらに広大な「戦火の大陸」と呼ばれる陸地が存在し、そこには多くの人種が住み、1世紀ほど前からは大きな2つの陣営に分かれて争いが続いている。一方の陣営は「アサラカム」と呼ばれる龍の末裔の助力を得て戦いの趨勢を握り、他方はそれに対抗するための生物兵器の開発に着手した。「組織」の実態は、この戦火の大陸で「アサラカム」の助力を得た陣営と敵対する陣営の研究機関であり、彼らによって開発された生物兵器が「クレイモア」であり「覚醒者」である。
最終的にはミリア達によって組織は壊滅した。
アサラカム
戦火の大陸において、「組織」が所属する陣営と敵対する陣営に協力している龍の末裔の種族。人間を遥かに上回る巨躯と、龍の鱗のように強固な外皮を持つ。彼らに対抗するために、「組織」の陣営は覚醒者の開発を余儀無くされた。また、クレイモアの扱う大剣が極めて頑丈に作られているのは、本来はアサラカムと戦うためであり、十字状の大陸には存在しない鉱物で作られている。
人間のおよそ2倍の体躯、両性具有、200年の寿命という特徴を持つ。半人半妖の戦士達と同様に覚醒（正確には異なるが組織が便宜上呼称している）し、一度覚醒すると元の姿には戻れない。組織はこのアサラカムの覚醒前の個体と覚醒体の個体を一体ずつ生きたまま捕らえており、この2体の肉を削ぎ落とし融合させたものを人の脳に寄生させることで妖魔が誕生する。
十字状の大陸における組織の目的
元々覚醒者は、普通の人間よりも優れた戦士として進撃し、戦場でアサラカムと対峙した時に初めて妖力解放、覚醒を行い、その場で死ぬまでアサラカムと戦い続ける使い捨ての生物兵器として開発された。しかし、自陣の近くで覚醒してしまう、死なずに自陣に帰還するなどして味方にも被害を与えるケースもあり、制御できる覚醒者の開発が必要となった。その研究と実験の地として選ばれたのが十字状の大陸である。
組織は覚醒者の実験を行いやすくするために、十字状の大陸において情報操作を行い、妖魔とそれを討伐するクレイモアと言う図式を作り上げた。「妖魔が古より存在する」「十字状の大陸以外の陸地は存在しない」と言う定説も「組織」の流布したもので、妖魔自体も組織から生み出されている。しかし、その情報操作も完全ではなく、長年他の町村と係わりを絶っている辺境の村などには、妖魔やクレイモアの存在自体を知らない者もいる。

### 覚醒者
度重なる妖力解放や、自身が抑え切れないほどに妖力を解放したことで、完全な妖魔と化してしまった元半人半妖の戦士。人やクレイモアを同属と見なさず、人間の内臓を欲するようになり、食欲自体は通常の妖魔を上回る。ただし、戦士に発見されないため、などの理由で食事を控えた個体も存在し、それなりに小食にもなれる。覚醒と同時に肉体が化物さながらの形態（後述）に変貌する。また、明言はされていないが描写上、覚醒直後は特に狂暴になる。一度落ち着けば、その本能や意識は妖魔のそれへとすり替わり、戦士としての自覚や抑制心はなくなるものの理性、計画性ともに戦士と同程度まで回復し、人間時代の記憶も保持される。場合によっては戦士時代極めて親しかったものに対しては覚醒を促すなど、仲間とみなし続ける場合もある。また覚醒者になってから、情愛によって人間捕食を控えた個体も数例存在する。また、消化し栄養にできるのかはともかく人間の食事を口に入れること自体は可能である。ただし、人間を捕食するのを完全に止め、通常の人間の食事で生きていくことを成し遂げた覚醒者はいない。
覚醒者の形態は通常の妖魔と異なり個々によってかなりの差があり、それに伴い固有の身体機能を有している場合が多い。これらの違いには覚醒前の戦士の特性が少なからず反映されている（柔軟性に優れた戦士が蛇のような形態の覚醒者になるなど）。覚醒者は共通してクレイモアの大剣にも耐える強固な外皮を持つ。堅さは個体や身体の部位によって異なる。また、元の属性や個体により回復スピードの差はあるが、全ての覚醒者が完全な肉体の再生を可能としている。覚醒者の力も個々によってかなりの差があり、覚醒前に強力だった戦士ほど強力な覚醒者になる。
自分が覚醒する前の姿になることが出来、髪や瞳の色も人間だったときの色にすることができる。人間の形態に対し妖魔としての姿を「覚醒体」と呼び、覚醒者は覚醒体から人間形態へ、人間形態から覚醒体へと自在に変化出来る。普段は人間に対する擬態も兼ね、妖力を消費しない人間形態を取る場合が多く、妖力を消費しすぎて覚醒体を維持できなくなった場合も人間形態へ戻る。故に「覚醒体が真の姿で人間に擬態している」のではなく、覚醒者とは「半人半妖の戦士の妖力解放に制限がなくなり心が妖魔化した状態」でベースはあくまで人間とも言える。また、作中何度か覚醒者とクレイモアは自分を妖魔と人間どちらと思っているかの違いに過ぎない、という言及もある。
一部の覚醒者は人間形態のまま肉体の一部のみを覚醒体に変化させることも出来る。クレイモアと同じく老化はせず、加えてクレイモアと違い成人までであっても成長もしない、何世代も前の戦士の覚醒者が若々しい姿で生存していることもある。
覚醒者の扱い
覚醒したクレイモアは通常の妖魔と同等に扱われ、依頼があれば討伐対象となる。しかし、その力は普通の妖魔を遥かに凌ぎ、クレイモア単独で覚醒者を討伐することは難しいため、いわゆる「覚醒者狩り」の時は討伐隊が編成される。基本的に覚醒者1体に対し4、5名編成の討伐隊が組まれ、必ずナンバー1桁の戦士が1名以上、隊長として参加する（2名以上参加する場合は、基本的に数の若い戦士が隊長を務める）。その他のメンバーは10番台から20番台の上位の戦士が基本であり、30番台以下の戦士が覚醒者狩りに参加することは滅多に無い。
北の戦乱で覚醒者の集団行動と言うケースが発生したため、北の戦乱以後「組織」は覚醒者に対する警戒を強め、新しい深淵喰いを生み出す為にも、覚醒者の情報を得た場合、依頼が無くとも積極的に討伐を行うようになった。
なお、覚醒者は「組織」の外の人間に対しては、長年生き力をつけて食欲が増した妖魔「異常食欲者」と説明され、「組織」の保身のためその真実は語られない。
深淵の者
組織の歴史の中では過去3度、No.1が覚醒した事例がある（男戦士が1人、女戦士が2人）。彼らは他の覚醒者を遥かに凌ぐ力を持ち、滅多に表立った行動をとらないことから「深淵の者」と呼ばれている。

#### 半覚醒
妖力解放の限界を超えてしまったクレイモアが、何らかの理由で未覚醒、もしくは覚醒後にクレイモア（人間）へと回帰できた状態。
半覚醒状態の戦士は以前は明確であった妖力解放の限界点が曖昧になり、どの程度妖力解放を行えば限界を超えるのか判別不能となる。また、半覚醒前とは妖気の質が異なり、唐突に飢餓を感じるなどの変化も表れる。一方、限界点が曖昧になったことで、再び限界を超えたとしても再度覚醒せずに元に戻ることも不可能ではない。また、広範な肉体の変成や再生能力など、本来限界近くまで妖力解放を行わなければならない特性を平常時から発揮できるようになることもある。このほか、基本能力も向上し、半覚醒した戦士は戦闘能力が向上する傾向にある。
この状態は既に覚醒することが内定してはいるものの何らかの理由で覚醒が一時的に停滞、もしくは緩慢に覚醒し続けている状態とされるが、あくまでもミリアの推測であり、正確な情報は判明しておらず、組織もこの現象については監視役ルヴルを除いて把握していない。
後にルヴルより、半覚醒を行った4名(ミリア、クレア、デネヴ、ヘレン)が、自分と近しい者の血肉を埋め込まれ半人半妖になったことが語られている(ルヴルの把握していないジーンについては不明)。ダーエは半覚醒について、限界が通常より先の位置に存在する、近しい者の血肉との相性もしくは血肉にこめられた思念のようなものが覚醒化を引き戻すと予想している。

### 深淵喰い
組織が対覚醒者用に新たに生み出した生体兵器の名称。北の戦乱で組織に現れ倒された11体の覚醒者の血肉を使用して造られた。外見は大柄な人間の女性の姿をしているが、人としての理性は全く備わっておらず、ただ相手の血肉を渇望するのみである。アリシア達に施した技術を応用することにより、自我は完全に取り除かれており、1つの目標が己の欲望を満たすものだと認識させられている。目は潰され、口は塞がれ、妖気を発しないように改造を施され、南の地で手に入れたイースレイの肉片によって覚えこまされた彼の臭いを辿り、南の地を徘徊していた。頭部を破壊されない限り、驚異的な速度で傷の修復や身体の再生を行うことができ、覚醒者のように体の一部を武器に変えることも可能である。11体中半数以上の6体が倒されると組織に戻る様意識の中に組み込まれており、戻った深淵喰いは覚醒者狩りで得た新たな血肉によって作り出された新しい仲間と精神を同一化させ、自分達が今まで積んできた経験を共有する事により戦力を向上させる事ができる。また、急な動きを見せるものに反応する習性も持っている。通常は、11体で行動するが、組織が次々と新たな深淵喰いを生み出していた。
イースレイを倒した後、オードリー達との戦いで残ったリフルの肉片を使い、彼女の臭いを覚えこまされた新たな対リフル用の深淵喰いが、アリシアとベスの案内役として、西の地へ向かう。結局リフルを追い詰めるものの、ベスがルシエラ×ラファエラの断片に貫かれたために暴走したアリシアによって対リフル用の深淵喰いは全滅した。またミリア達によって残りの深淵喰いも全滅した。

### 北の戦乱
北の地アルフォンスの「始まりの町ピエタ」で、24名のクレイモアから構成される覚醒者討伐隊が全滅したとされる事件。この討伐隊は南進する深淵の者イースレイとその配下の覚醒者30体を討伐するために派遣されたが、討伐に成功したのは獅子王リガルドを始めとする7体に留まり、覚醒者達の南進を止める事は出来なかった。ピエタ以外の町も覚醒者によって破壊され、これ以降、北の地は人の住まない不毛の地となった。
討伐に失敗した23体の覚醒者の内、12体はイースレイと対立していた深淵の者・西のリフルによって殲滅され、残りの11体はNo.1アリシアとNo.2ベスによって討伐された。この覚醒者の集団行動により、組織は覚醒者への警戒を強める（覚醒者の扱い参照）と同時に、クレイモアの担当地区の編成を大幅に変更し、人の住まなくなった北の地を担当する戦士の数を減らした。北の戦乱から7年後の時点で北の地に配置されている戦士は、覚醒者討伐隊を編成できる最低人数となっている。
No.3ガラテア曰く、この討伐作戦における組織の真意は、反抗的な戦士の一掃及びアリシア・ベスの実戦投入までの時間稼ぎであり、討伐成功は当初から期待していなかったものとされる。また、戦士達が任務を放棄し、逃げた場合を考えて、粛清という名目で始末するために、原作では、ラファエラとルネだと思われる組織の新しい目となる戦士を北の地に派遣して監視させていたとされている（アニメでは、この役目をガラテアが引き受けていた）。作戦に参加した戦士達もそれを感じ取っており、最後の戦いにおいて全ての戦士は総隊長ミリアの作戦により覚醒者に対しても組織に対しても死を装って生き延びるために、半分に割った妖気を消す薬を服用した上で戦いに臨んだ。この擬死作戦より、全滅したとされる24名の内7名が生き延び、7年間組織から身を隠していた。

### 地理
作中の主な舞台となる大陸は十字に近い形をしており、大陸の中央部はトゥルーズ、西部はロートレク、北部はアルフォンス、南部はミュシャ、東部はスタフと呼ばれる。このように一般的な考えでは大陸は5つに区分けされるが、「組織」が考える区分けは深淵の者が存在する関係から、中央部のトゥルーズの中心付近を基点に、×状に線引きした東西南北の4つである。これまで幾度か外海に船が繰り出したが、新天地の発見には至らず、この大陸以外の陸地は存在しないとされている。
ラボナ
トゥルーズにある周囲に立派な石の街壁（アニメでは堀も存在）を巡らせた、聖都と呼ばれる巨大な宗教都市。町の中心にある大聖堂には、各地から人が訪れ、街には多くの人々が行き交っている。市中は甲冑に身を包んだ兵士達が見回っており、特に大聖堂は厳重に警備されている。妖しの類の一切を排斥しており、半人半妖の身であるクレイモア達もその例外ではない。
クレアが妖魔討伐によってラボナに貢献した事から、以後クレイモアへの過剰な排斥行動は緩和された。また、次なる妖魔の出現に備えて兵士達は対妖魔の訓練を積み、投げ槍による遠距離攻撃を行う投擲隊や丸い楯を持った防壁隊など、対妖魔の部隊編成も行っている。
スタフ
「組織」の本拠地がある大陸の極東の地。人の住む土地とは妖魔や獣の徘徊する荒野によって隔たっている。組織の本拠地は岩山を掘り抜いて作ったような石造りの建物である。
ピエタ
北の地アルフォンスの最南端にある町。両端を険しい山に囲まれており、南へ抜けるには必ずこの町を通らなければならないことから「始まりの町」と呼ばれていた。北の地は常に人手不足らしく、この大陸の孤児の内、少女は東の地へ、少年は北の地へ送られると言われている（東の地は「組織」があるため）。ピエタとは「慈悲」の意。
北の戦乱によりアルフォンスは人の住まない土地となり、ピエタの住民も戦乱の直前に南へ避難したため以後「終わりの町」と呼ばれている。

### その他の設定・用語
テレサとクレア
この世界の神話に登場する、慈愛を司る双子の女神。その姿を象った彫刻が町の広場に飾られたり、この女神の名から自分の子に名前を付ける親もいる。右がクレアで左がテレサ。
放逐者
妖魔である疑いを掛けられ、住んでいた町村から追い出された者。クレイモアによって妖魔が討伐された後、その妖魔が化けていた者の家族が疑われ放逐されるケースが多い。作中では妖魔への恐怖や嫌悪感から、妖魔が化けていた家は数年たっても朽ちたまま放置されていたり、妖魔に虐待されてできた傷も手当してもらえないなどの描写がある。

## 製作
『エンジェル伝説』の連載終了後、『MJ』誌上にて2001年7月号から連載が開始された。2006年にはマッドハウス制作によるテレビアニメ化が発表、同年12月に開催されたジャンプフェスタ2007ではカラーイラストの原画や作中に登場する大剣の原寸大模型などが展示された。前述のアニメは2007年4月から9月にかけて日本テレビで放送され、深夜枠での放送にも係わらず最高視聴率3.5%、最高占拠率28.7%と言う記録を残した。2009年にはニンテンドーDS用のゲームソフト化されるなどのメディアミックス展開がされている。
『MJ』は2007年7月号を以て休刊となり多くの連載作品が終了したが、本作は『MJ』のリニューアル・後継として新創刊される『SQ』への移籍が発表された。『MJ』休刊から『SQ』創刊の間も、『週刊少年ジャンプ』（以下『WJ』）誌上での番外編の掲載、『WJ』編集部による総集編の刊行などの執筆・出版活動が行われ、『SQ』2007年12月号（創刊号）より月刊連載が再開され、2014年11月号をもって完結した。

## 特徴
ギャグ漫画であった八木の前作『エンジェル伝説』とは対照的なストーリー漫画。ストーリーは一貫して重厚さを保っており、ギャグシーンが一切入らない。八木は「ネーム制作時はコメディっぽい流れになることもあるが、1日ほど置くとやはり違うと思い書き直す」と語っている。
話数の単位として「SCENE」（シーン）が用いられており、各話の副題は雑誌掲載時と単行本収録時とで異なる場合が多い。大抵の場合、1つの連続するエピソードは単行本掲載時に副題が統一される。例として、SCENE74、75の雑誌掲載時の副題はそれぞれ「淑女の祈り」「赤き雨」だったのに対し、単行本収録時は「幼き凶刃II」「幼き凶刃III」となっている。
カラーイラストの原画には油彩が用いられている。

## 書誌情報

### 単行本
- 八木教広 『CLAYMORE』 集英社〈ジャンプ・コミックス〉、全27巻
  1. 「銀眼の斬殺者」2002年1月10日第1刷発行（1月5日発売[集 1]）、ISBN 4-08-873220-0
  2. 「まほろばの闇」2002年5月7日第1刷発行（5月2日発売[集 2]）、ISBN 4-08-873266-9
  3. 「微笑のテレサ」2002年11月7日第1刷発行（11月2日発売[集 3]）、ISBN 4-08-873343-6
  4. 「死者の烙印」2003年5月7日第1刷発行（5月2日発売[集 4]）、ISBN 4-08-873426-2
  5. 「斬り裂く者たち」2003年11月9日第1刷発行（11月4日発売[集 5]）、ISBN 4-08-873529-3
  6. 「果てなき墓標」2004年5月5日第1刷発行（4月30日発売[集 6]）、ISBN 4-08-873603-6
  7. 「闘う資格」2004年11月9日第1刷発行（11月4日発売[集 7]）、ISBN 4-08-873675-3
  8. 「魔女の顎門」2005年4月30日第1刷発行（4月28日発売[集 8]）、ISBN 4-08-873814-4
  9. 「深き淵の煉獄」2005年11月9日第1刷発行（11月4日発売[集 9]）、ISBN 4-08-873878-0
  10. 「北の戦乱」2006年5月7日第1刷発行（5月2日発売[集 10]）、ISBN 4-08-874103-X
  11. 「楽園の血族」2006年11月7日第1刷発行（11月2日発売[集 11]）、ISBN 4-08-874281-8
  12. 「魂と共に」2007年4月9日第1刷発行（4月4日発売[集 12]）、ISBN 978-4-08-874348-6
  13. 「抗しうる者」2007年10月9日第1刷発行（10月4日発売[集 13]）、ISBN 978-4-08-874430-8
  14. 「幼き凶刃」2008年5月7日第1刷発行（5月2日発売[集 14]）、ISBN 978-4-08-874516-9
  15. 「戦いの履歴」2008年12月9日第1刷発行（12月4日発売[集 15]）、ISBN 978-4-08-874597-8
  16. 「大地の鬼哭」2009年5月6日第1刷発行（5月1日発売[集 16]）、ISBN 978-4-08-874668-5
  17. 「記憶の爪牙」2009年11月9日第1刷発行（11月4日発売[集 17]）、ISBN 978-4-08-874742-2
  18. 「ロートレクの灰燼」2010年7月7日第1刷発行（7月2日発売[集 18]）、ISBN 978-4-08-870038-0
  19. 「幻影を胸に」2010年12月8日第1刷発行（12月3日発売[集 19]）、ISBN 978-4-08-870134-9
  20. 「魔爪の残滓」2011年6月8日第1刷発行（6月3日発売[集 20]）、ISBN 978-4-08-870241-4
  21. 「魔女の屍」2011年12月7日第1刷発行（12月2日発売[集 21]）、ISBN 978-4-08-870347-3
  22. 「深淵の爪と牙」2012年6月9日第1刷発行（6月4日発売[集 22]）、ISBN 978-4-08-870434-0
  23. 「戦士の刻印」2012年12月9日第1刷発行（12月4日発売[集 23]）、ISBN 978-4-08-870557-6
  24. 「冥府の軍勢」2013年6月9日第1刷発行（6月4日発売[集 24]）、ISBN 978-4-08-870688-7
  25. 「やみわだの剣」2013年12月9日第1刷発行（12月4日発売[集 25]）、ISBN 978-4-08-870858-4
  26. 「彼方からの刃」2014年6月9日第1刷発行（6月4日発売[集 26]）、ISBN 978-4-08-880076-9
  27. 「銀眼の戦士たち」2014年12月9日第1刷発行（12月4日発売[集 27]）、ISBN 978-4-08-880228-2

### 総集編
『MJ』の休刊から『SQ』の創刊までの間に刊行された、3冊の総集編。SCENE1からSCENE67までの主要エピソードに加え、3冊で一繋がりになる描き下ろしポスター、エピソード間に挿入される語り「銀の断章」、組織内部情報という形式の設定資料集「討妖録」、漫画家・黒輪ビビコによる四コマ漫画「くれあさん」などが収録された。
- 八木教広『CLAYMORE 銀の断章』集英社〈週刊少年ジャンプ特別総集編増刊〉、全3巻
  1. 2007年9月20日発行
  2. 2007年10月20日発行
  3. 2007年11月15日発行

### 画集
八木にとって初となる画集。油彩で描かれた原画を美術書並みのクオリティで再現している。2001年から2010年までのカラーイラスト、単色イラストに加え、描き下ろしイラストや未公開だった初期設定イラストなどを含めた100点以上のイラストが収録されている。
- 八木教広『八木教広CLAYMORE画集 Memorabilia』集英社〈愛蔵版コミックス〉2010年7月7日第1刷発行（7月2日発売）、ISBN 978-4-08-782284-7、A4判。

### 『ジャンプSQ.19 』Vol.01
『ジャンプSQ.19』隔月刊化リニューアル記念の一環として8頁の番外編「戦士黎明編」が掲載。このエピソードは単行本に収録されないことがジャンプスクエア編集部から発表されている。
- 『ジャンプSQ.19』Vol.01（ジャンプスクエア5月増刊） 集英社、2012年4月19日発行

## テレビアニメ
2007年4月4日より9月26日まで日本テレビにて放送された。全26話。
原作の第1話「銀眼の斬殺者」から「ピエタ侵攻」までを描いており、放送当時は原作が連載中だった事情から終盤はアニメオリジナルの展開で完結した。一部描写や設定に若干の変更がみられるが、基本的には原作に忠実な構成である。
全体的に彩度を落とし、陰影を強調した独特の作画で統一されている。クレイモア=スコットランドというイメージからか、バグパイプやホーンパイプを多用した民族音楽風のBGMが特徴。クレア以外の戦士が出揃う物語中盤からは、戦闘シーンにヘヴィメタル調の音楽が使用されるようになった。

### 主な登場人物
主要キャラクターの担当声優について記す。その他の登場人物の担当声優についてはCLAYMOREの登場人物を参照。
- クレア - 桑島法子

少女時代のクレアや、妖力で声を太くした男装時も桑島が演じている。
- ラキ - 高城元気
- テレサ - 朴璐美
- ミリア - 井上喜久子
- ヘレン - 長沢美樹
- デネヴ - 武田華
- ルヴル - 平田広明
- プリシラ - 久川綾
- イレーネ - 高山みなみ

### スタッフ
- 原作 - 八木教広（集英社「月刊少年ジャンプ」連載）
- 監督 - 田中洋之
- シリーズ構成 - 小林靖子
- キャラクターデザイン - 梅原隆弘
- 美術監督 - 緒続学
- 色彩設計 - 大野春恵
- 撮影監督 - Oh Seong ha、Lee Suk bum
- 編集 - 寺内聡
- 音響監督 - 本田保則
- 音楽 - 宅見将典
- プロデューサー - 中谷敏夫、田村学、丸山正雄
- アニメーションプロデューサー - 高橋亮平
- アニメーション制作 - マッドハウス
- 製作著作 - 「CLAYMORE」製作委員会（日本テレビ、D.N.ドリームパートナーズ、バップ、avex entertainment、マッドハウス）

### 主題歌
オープニングテーマ「レゾンデートル」
作詞・作曲 - 咲人 / 編曲・歌 - ナイトメア
エンディングテーマ「断罪の花 〜Guilty Sky〜」
作詞・歌 - 小坂りゆ (BeForU) / 作曲 - LOVE+HATE / 編曲 - 鳴瀬シュウヘイ・LOVE+HATE・中川幸太郎

### 各話リスト
| 話数    | サブタイトル       | 脚本             | 絵コンテ       | 演出         | 作画監督                                | 総作画監督         |
| ------- | ------------------ | ---------------- | -------------- | ------------ | --------------------------------------- | ------------------ |
| SCENE01 | 大剣―クレイモア―   | 小林靖子         | やまざきかずお | 田中洋之     | 梅原隆弘                                | -                  |
| SCENE02 | 黒の書             | 小林靖子         | 佐藤雄三       | 若林漢二     | 張喜圭                                  | 高田晴仁           |
| SCENE03 | まほろばの闇       | 西田大輔         | 森田浩光       | おゆなむ     | 張吉容                                  | 金東湜             |
| SCENE04 | クレアの覚醒       | 西田大輔         | 森田浩光       | 金東俊       | 金東俊                                  | 高田晴仁           |
| SCENE05 | 微笑のテレサ       | ふでやすかずゆき | 伊藤智彦       | 李擧彬       | 李廷吉                                  | 金東湜             |
| SCENE06 | テレサとクレア     | ふでやすかずゆき | 森田浩光       | 金鐘擧       | 張喜圭                                  | 高田晴仁           |
| SCENE07 | 死者の烙印         | ふでやすかずゆき | 浜崎博嗣       | 金紀杜       | 金紀杜                                  | 金東湜             |
| SCENE08 | 覚醒               | 西田大輔         | 芦野芳晴       | 張吉容       | 張吉容                                  | 高田晴仁           |
| SCENE09 | 斬り裂く者たち I   | 小林靖子         | 森田浩光       | 末田宜史     | Eom,Sang-yong、張喜圭                   | 金東湜             |
| SCENE10 | 斬り裂く者たち II  | ふでやすかずゆき | 佐藤雄三       | 金東俊       | 金東俊                                  | 高田晴仁           |
| SCENE11 | 斬り裂く者たち III | 小林靖子         | 森田浩光       | Kim,Yong-ho  | 張吉容、李東旭                          | 金東湜             |
| SCENE12 | 果て無き墓標 I     | ふでやすかずゆき | 浜崎博嗣       | 李擧斌       | 李廷吉                                  | 梅原隆弘           |
| SCENE13 | 果て無き墓標 II    | 小林靖子         | 大久保富彦     | 金敏宣       | 張喜圭、Song,Jin-hee                    | 金東湜             |
| SCENE14 | 闘う資格           | ふでやすかずゆき | 吉田徹         | 嚴上鎔       | 嚴上鎔                                  | 梅原隆弘、高田晴仁 |
| SCENE15 | 魔女の顎門 I       | 小林晴子         | 森田浩光       | Lee,Ho-se    | 李炫姃、張喜圭                          | 金東湜             |
| SCENE16 | 魔女の顎門 II      | ふでやすかずゆき | 大久保富彦     | 金鐘擧       | 櫂赫正、金鐘憲                          | 梅原隆弘、金東湜   |
| SCENE17 | 魔女の顎門 III     | 西田大輔         | 林秀夫         | 禹勝旭       | 張吉容、禹勝旭                          | 梅原隆弘           |
| SCENE18 | 北の戦乱 I         | 西田大輔         | 大久保富彦     | 金東俊       | 金東俊、李東旭、張喜圭                  | 梅原隆弘           |
| SCENE19 | 北の戦乱 II        | ふでやすかずゆき | 中村亮介       | 李學斌       | 李廷吉                                  | 金東湜             |
| SCENE20 | 北の戦乱 III       | 小林晴子         | 森田浩光       | 金敏宣       | 宋鎭喜                                  | 梅原隆弘           |
| SCENE21 | ピエタ侵攻 I       | ふでやすかずゆき | 芦野芳晴       | Cho,Yong-joo | 李炫姃、Seo,Jung-guk                    | 金東湜             |
| SCENE22 | ピエタ侵攻 II      | 西田大輔         | 笹木信作       | 朴湊景       | 張喜圭、櫂赫正                          | 梅原隆弘           |
| SCENE23 | 臨界点 I           | ふでやすかずゆき | 大久保富彦     | 禹勝旭       | 張吉容                                  | 金東湜             |
| SCENE24 | 臨界点 II          | 西田大輔         | 林秀夫         | 金東俊       | 金東俊                                  | 梅原隆弘           |
| SCENE25 | 誰が為に           | 小林靖子         | 浅香守生       | 李學斌       | 李廷吉                                  | 金東湜             |
| SCENE26 | 受け継ぐ者へ       | 小林靖子         | 田中洋之       | 田中洋之     | 梅原隆弘、金東湜、張吉容 金紀杜、禹勝旭 | -                  |

### 放送局
| 放送地域   | 放送局                  | 放送期間                      | 放送日時                     |
| ---------- | ----------------------- | ----------------------------- | ---------------------------- |
| 関東広域圏 | 日本テレビ              | 2007年4月4日 - 9月26日        | 水曜 1:26 - 1:56（火曜深夜） |
| 北海道     | 札幌テレビ              | 2007年7月17日 - 2008年1月15日 | 火曜 1:31 - 2:01（月曜深夜） |
| 日本全域   | 日テレプラス&サイエンス | 2007年11月2日 -               | 金曜 22:30 - 23:00           |
| 日本全域   | AT-X                    | 2011年9月8日 -                | 木曜 8:00 - 8:30             |

一時期数局の日本テレビ系列局が同時ネットとして一部アニメ雑誌に掲載されていた。

## 音楽CD

### シングル
- 断罪の花 〜Guilty Sky〜 （2007年5月30日発売） AVCA-26297（DVD付）、AVCA-26298（通常盤）
- レゾンデートル （2007年6月6日発売）
  - VPCC-82608/9（初回盤）
  - VPCC-82277（通常盤）
  - VPCC-82218（スペシャル・イラストジャケット仕様盤）

### サウンドトラック
- CLAYMORE TV Animation O.S.T. （2007年7月25日発売） AVCA-26398

### ボーカルアルバム
- CLAYMORE INTIMATE PERSONA 〜キャラクターソング集〜 （2007年9月27日発売） VPCG-84863

これらの曲は、劇中では未使用。

## ゲーム
CLAYMORE 銀眼の魔女
機種：ニンテンドーDS
ジャンル：アクションADV
メーカー：Digital Works Entertainment
発売日：2009年5月28日
プレイヤーはクレア、テレサ、ミリアを操り妖力解放等を駆使して妖魔や覚醒者と闘う。3人の他デネヴ、ヘレン、オフィーリア、イレーネ、フローラ、プリシラ、リガルド、ルブルが登場する。